# Rudolf Voborský
Rudolf Voborský (3. května 1895, Tábor – 22. června 1957, Děčín) byl český pedagog, sbormistr, sběratel lidových písní a skladatel. Jeho bratr byl skladatel Kamil Voborský.

## Mládí a studia
Nejmladší z pěti dětí táborského městského důchodního (správce městských financí) Karla Voborského absolvoval místní gymnázium (1906 – 1914). Zpívat se učil u J. Vycpálka. Vedl jako dirigent studentský orchestr. Dále absolvoval (1914 – 1919) Filosofickou fakultu UK. Během vysokoškolského studia řídil táborský orchestr Akademického spolku Štítný.

## Pedagog a sběratel
Rudolf Voborský nastoupil pedagogickou dráhu v roce 1919 jako profesor Reálného gymnázia v Prešově. V roce 1921 zde založil smíšený sbor „SPEVOKOL“, který řídil 18 let, inicioval vznik Východoslovenské Smetanovy župy ( v 1924 – první na Slovensku). Sbíral regionální-šarišské lidové písně, pro folkloristické odd. Komenského university v roce 1938 předal 500 zápisů těchto písní.
Po vzniku samostatného Slovenského státu a nacistické okupace v roce 1939 musel ze Slovenska odejít. Krátce učil v Praze na Smetánce a poté byl až do roku 1945 penzionován. Po skončení II. světové války nastoupil jako jeden z 12 pedagogů z různých koutů republiky do gymnázia v Děčíně, které zahájilo vyučování 10. září 1945. Zde učil zeměpis (zavedl také zkušebně nauku o harmonii) až do svého odchodu do penze v roce 1951. V České Lípě stál u zrodu Sboru severočeských učitelů (založen 30. 1. 1948), jehož sbormistrem byl až do roku 1957.

## Dílo
O hudební skladby se Rudolf Voborský pokoušel již jako gymnaziální student. Složil přes 120 skladeb (instruktivní a poetické cykly, smyčcové kvartety, orchestrální pochody, hudbu k sokolským cvičením, dále písně, sbory a melodramy i hudba chrámová. Velmi četné byly jeho sborové úpravy lidových písní, zejména šarišských. Větší množství jeho rukopisných prací nebylo provedeno, nebo bylo ztraceno na Slovensku.